# Sankt Nikola an der Donau
Sankt Nikola an der Donau è un comune austriaco di 816 abitanti nel distretto di Perg, in Alta Austria; ha lo status di comune mercato (Marktgemeinde).